# Ooencyrtus submetallicus
Ooencyrtus submetallicus is een vliesvleugelig insect uit de familie Encyrtidae. De wetenschappelijke naam is voor het eerst geldig gepubliceerd in 1897 door Howard.